# Prionobrama
A Prionobrama a sugarasúszójú halak (Actinopterygii) osztályába, a pontylazacalakúak (Characiformes) rendjébe a pontylazacfélék (Characidae) családjába tartozó nem.

## Rendszerezés
A nembe az alábbi 2 faj tartozik:
- törpe üveglazac (Prionobrama filigera)
- Prionobrama paraguayensis